# カンティプル (新聞)
カンティプル（ネパール語: कान्तिपुर、英語: Kantipur）は、ネパールで発行されているネパール語の日刊新聞である。